# Sankt Margrethen
Sankt Margrethen (toponimo tedesco; ufficialmente St. Margrethen) è un comune svizzero di 6 558 abitanti del Canton San Gallo, nel distretto di Rheintal.

## Geografia fisica
Il territorio di Sankt Margrethen si estende sul versante occidentale della valle del Reno lungo il confine tra l'Austria e la Svizzera, tra le colline del Vorderland appenzellese e l'antico corso del fiume; ha una superficie di 6,87 km², dei quali il 28,3% è utilizzato per scopi agricoli, il 31,5% è boschivo, il 34,8% è occupato da insediamenti (edifici o strade) e il restante 5,4% è non produttivo (fiumi o laghi).

## Storia

### Preistoria
Nel territorio del comune sono stati rinvenuti diversi resti preistorici, tra cui un'ascia in pietra del Neolitico e una spada risalente all'Età del bronzo.

### Età medievale
Nel Medioevo Sankt Margrethen fece parte, insieme a Walzenhausen, della corte imperiale di Höchst; dal 1490 i cantoni confederati esercitarono i diritti sovrani sull'area, mentre bassa giustizia, signoria fondiaria e diritti di collazione rimasero nelle mani dell'abbazia di San Gallo, che proteggeva con due fortezze (una distrutta dagli Appenzellesi nel 1405 e l'altra – quella di Grimmenstein – dai cittadini di Costanza nel 1416) la zona. Nel 1483 la corte fu sottoposta al baliaggio di Rosenberg.

### Età moderna
Nel 1598 Sankt Margrethen divise i beni comuni con Appenzello, nel 1612 con Höchst e nel 1638 Walzenhausen si separò dal comune.

### Età contemporanea
Il XIX secolo fu caratterizzato dalla realizzazione di collegamenti stradali (la strada cantonale che attraversa il villaggio tra il 1825 e il 1828, il ponte di collegamento con la confinante Austria nel 1870) e ferroviari (il comune fu collegato alla rete ferroviaria svizzera nel 1858 e a quella austriaca nel 1872). Dal 1831 al 2002 il comune ha fatto parte del distretto di Unterrheintal, poi confluito nel distretto di Rheintal.

Sankt Margrethen nel 1967, con lo scalo ferroviario e lo svincolo autostradale

Nel XX secolo il comune vide un significativo sviluppo industriale, prima nel settore del ricamo meccanico e poi con ditte commerciali (legname, bestiame, logistica) e bancarie.

## Monumenti e luoghi d'interesse

### Architetture religiose
- Antica chiesa di Santa Margherita (Alte Kirche St. Margaretha, già chiesa parrocchiale cattolica), eretta nel X secolo, ampliata nel 1406 e dal 1874 chiesa cimiteriale[3];
- Chiesa riformata, eretta nel 1804[3];
- Chiesa parrocchiale cattolica di Santa Margherita (Kirche St. Margaretha am Rosenberg), eretta nel 1910[3].

### Architetture civili
- Brüggershof, eretto nel 1586[3];
- Castello di Vorburg, ricostruito nel 1602[3];
- Castello di Bergsteig, eretto nel 1606[3].

### Architetture militari
- Rovine della fortezza di Grimmenstein, attestata dal 1254 e distrutta nel 1416[3][4].

## Società

### Evoluzione demografica
L'evoluzione demografica è riportata nella seguente tabella:
Abitanti censiti

### Lingue e dialetti
| %     | Ripartizione linguistica (gruppi principali) |
| ----- | -------------------------------------------- |
| 81,2% | madrelingua tedesca                          |
| 4,0%  | madrelingua albanese                         |
| 5,7%  | madrelingua serba                            |

## Infrastrutture e trasporti

### Strade
Sankt Margrethen è servito dall'omonima uscita autostradale, punto di congiunzione tra le autostrade A1/E60 e A13/E43, e dalle strade principali 13 e 436.

### Ferrovie

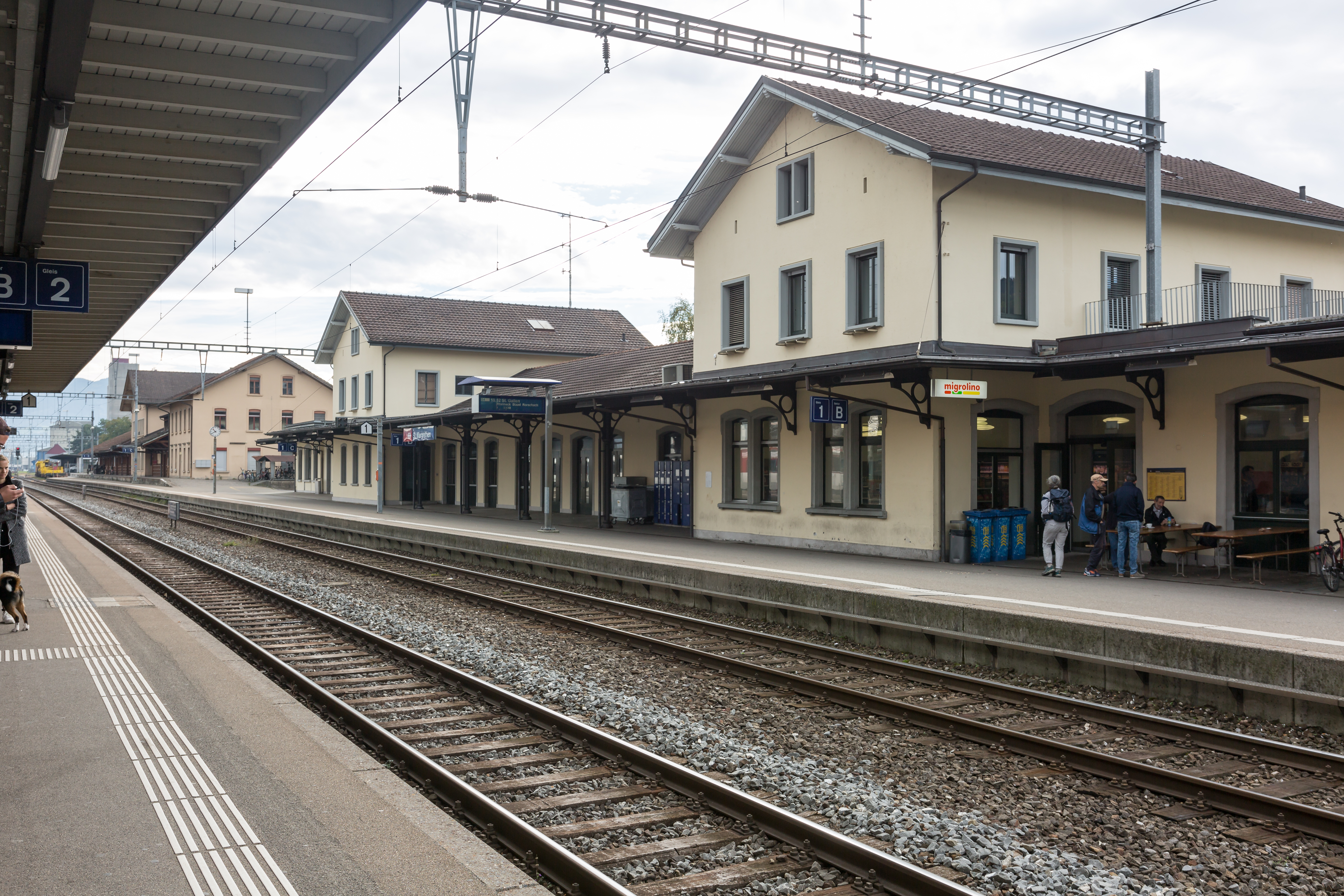
La stazione di Sankt Margrethen

Sankt Margrethen è servito dall'omonima stazione sulla ferrovia Coira-Rorschach, capolinea della ferrovia del Vorarlberg; nel comune è inoltre presente la stazione di Ruderbach, fermata facoltativa e deposito-officina della breve ferrovia Rheineck-Walzenhausen.